# ウィリアム・ストラット (発明家)
ウィリアム・ストラット（英: William Strutt、1756年 - 1830年）はイングランド・ベルパーの綿糸紡績業者。

## 生涯
ストラットはジェディダイア・ストラットの長男として生まれ、充分な教育を受けたのち、14歳の時に父の事業に加わった。彼の機械いじりの才能は父親ゆずりであり、リチャード・ロバーツが1830年に特許を取るよりも数年早く自動ミュール式精紡機を考案したと言われているが、その技術が実際に形にされることは無かった。
精紡機の真偽がどうであれ、ストラットは事業の技術的な側面を受け持ち、かたや二人の兄弟ジョセフ・ストラットとジョージ・ベンソンはそれぞれ商業的、経営的な側面を受け持った。彼らの会社は "W.G. and J. Strutt" として知られるようになった。
ストラットは建築家としても優れた実績を残し、例えばダービーの多くの橋を設計し、また1810年にダービーシャー一般病院の初代の建物を設計した。1779年、彼はダービーの自由市民および市の選出議員となり、国会で投票する資格を得た。彼はトーマス・ギズベン、リチャード・フレンチ、エラズマス・ダーウィンらと共にダービー哲学会の設立メンバーとなり、その会長を29年間務めた。

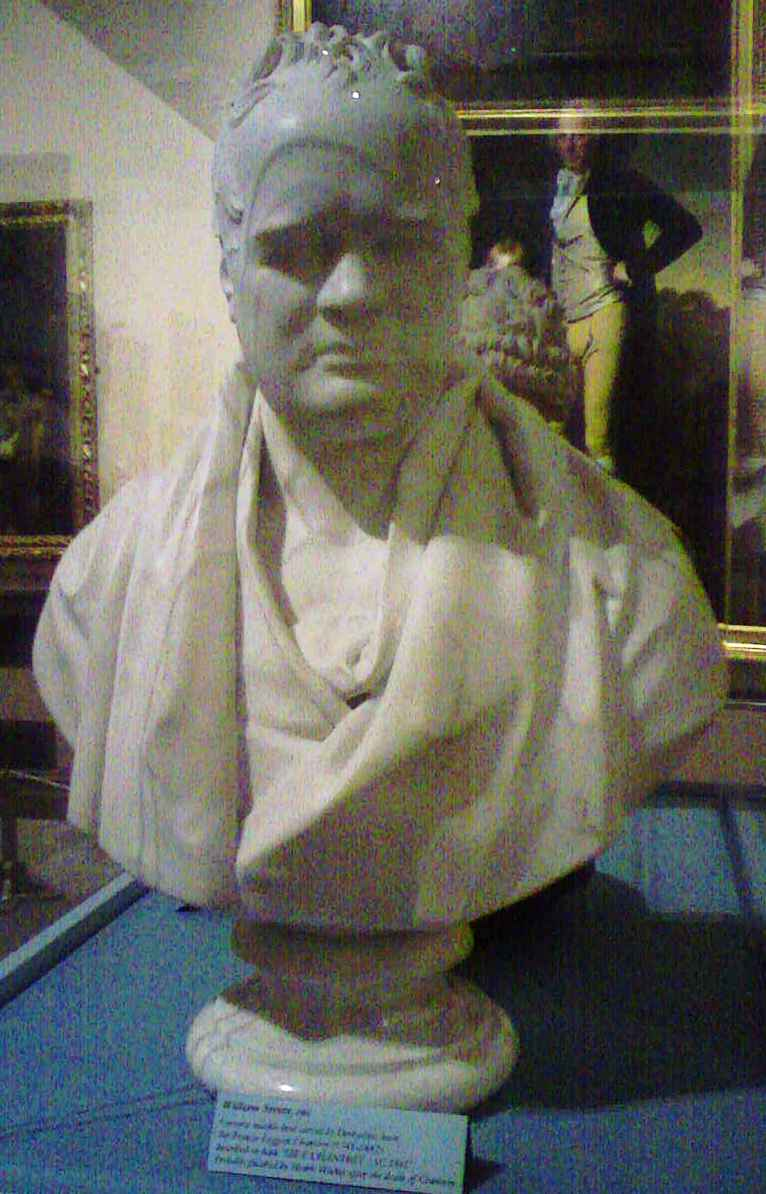
ストラットの胸像。フランシス・チャントリ作、ダービー博物館・美術館所蔵。

ストラットが最も関心を寄せたものの一つは、耐火建築の技術を発展させ、それを織物工場、さらには他の場面においても応用させることだった。19世紀の木造建築の工場で最もよくあった事故は火災であり、燃え易い材料を扱う工場では特にそうだった。ダーリー・アビイの工場は1788年に焼け落ちた後に再建されたが、梁にブリキの板を固定して火災に備えた。当時多くの技術者たちが、全国的に見られた火災問題の解決に取り組んでいた。
ストラットはダービーの橋に鋳鉄を使い、それを建物に応用した。まずダービーのキャラコ工場、次いでミルフォードの倉庫（これは駐車場にするため1964年に取り壊された）を建て、さらに1795年にベルパーで新しいウェスト・ミルを建てた。タイルと石膏の漆喰を使った床は、鋳鉄の円柱で支えられた。煉瓦造りのアーチで支えられた木製の梁は鉄板で覆われた。重量を抑えるため、上方の階は漆喰の内部に中空の陶器を埋め込んで支えられた。
彼はシュルーズベリーのディザーリントンで五階建てのリネン工場も建てた。そこでは梁も鋳鉄でできており、それゆえこの建物は初の鉄筋建築物のひとつとなった。1803年にベルパー・ノース・ミルが焼け落ちた後も、彼は同様の手法でこれを再建した。
ストラットはベルパーとミルフォードで他にも多くの工場を建築したが、最も注目すべきはラウンド・ミルかもしれない。これはジェレミー・ベンサムの考案による中央に看守を配置した8角形の建物（cf. パノプティコン）のアイデアに影響された可能性がある。
彼はダーリー・アビイのトーマス・エバンズの娘バーバラと結婚した。長男のエドワードは後にベルパー男爵となった。また娘もエリザベス、アン、フランシスの3人をもうけたが、2人は幼くして他界した。
1817年、彼は王立協会のフェローに選ばれた。彼はダービーシャーの副知事も務めた。
ストラットは1830年に没し、ダービーのフライアーゲートにあるユニテリアン・チャペルに葬られた。